# チャールズ・テルフェア
チャールズ・テルフェア（Charles Edward Telfair、1778年  - 1833年7月14日）はアイルランド生まれの、イギリス海軍の軍医、植民地の役人、植物学者である。イギリス占領下のモーリシャス、レユニオンで働いた。

## 略歴
ベルファストの学校長の息子に生まれた。エディンバラ大学のジョゼフ・ブラックのもとで、化学（薬学）を学んだ後、医師の資格をえて、1797年にイギリス海軍に入隊し、船医となった。1810年のイギリスがそれまでフランス領であったモーリシャス、レユニオンを占領した戦いに参加し、1816年から初代のモーリシャス総督、ファルカー（Robert Townsend Farquhar）の個人秘書官など役人として働き、ファルカーとともに、それまで奴隷制度による大規模農園経済であったモーリシャスの改革に取り組んだ。1818年に植物画家、植物収集家のアナベラ（Annabella Telfair）と結婚した
。レユニオンが返還された後の1819年にフランス政府から勲章を受勲した。 
植物学者としては、モーリシャス在住の学者、ジュリアン・デジャルダン（Julien Desjardins）やルイ・ブートン（Louis Bouton）らと付き合い、1928年に彼らやヴェンセスラウ・ボーイェルと、モーリシャス自然史協会（Société d’Histoire Naturelle de l’Ile Maurice）を設立し、初代会長を務めた。多くの植物や藻類を集め、イギリスの王立キュー植物園のウィリアム・ジャクソン・フッカーに送った。1825年から1829年の間はフランス領時代につくられたパンプルムースの旧王立植物園（パンプルムース植物園、現在の名称はサー・シウサガル・ラングーラム植物園）でも働いた。第6代デボンシャー公ウィリアム・キャベンディッシュに中国産のバナナの品種を送り、ジョセフ・パクストンが栽培に成功し、広まったバナナの品種がキャベンディッシュ種である。
1833年にモーリシャスのポートルイスで没した。
フッカーによってウリ科の植物の属名、Telfairia に献名された。トカゲ科の種、Leiolopisma telfairii にもテルフェアの名前がつけられている。